# The Generation Game
The Generation Game is een Brits spelprogramma van de BBC waarin vier duo's, bestaande uit personen van dezelfde familie maar uit verschillende generaties, strijden om prijzen. Het is de Britse versie van het Nederlandse spelprogramma Eén van de acht.

## Concept
Elke aflevering telt acht deelnemers, opgedeeld in vier duo's. Aanvankelijk bestond elk duo uit twee personen van hetzelfde geslacht die een generatie van elkaar verschillen. In latere seizoenen werden de duo's gevormd door personen van verschillende geslachten, meestal moeder en zoon of vader en dochter, maar ook andere combinaties zoals tante en neef of schoonvader en schoondochter waren mogelijk.
In de eerste twee rondes strijden twee duo's tegen elkaar in twee opdrachten. De ene opdracht bestaat meestal uit een bekwame professional die iets komt maken of uitvoeren, zoals pottenbakken of dansen, waarna de deelnemers proberen hetzelfde te doen en de professional hen een score geeft. De andere opdracht bevat meestal een quiz-element, zoals het identificeren van muziekstukken. Aan het einde van elk van de eerste twee rondes valt het duo met de laagste score af.
De twee duo's met de hoogste score strijden tegen elkaar in de finale, waarin ze een optreden moeten geven. In de door Forsyth gepresenteerde seizoenen was het meestal een toneelstukje of klucht waarin veel zaken opzettelijk verkeerd liepen om het nog grappiger te maken, in latere seizoenen was het een musical- of dansvoorstelling.
Aan het einde van het programma kijkt een lid (beide leden tijdens het tweede Forsyth-tijdperk) van het winnende team toe hoe prijzen op een "lopende band" voorbijschuiven. Alle prijzen die ze vervolgens in 45 seconden kunnen opnoemen (20 seconden per teamgenoot tijdens het tweede Forsyth-tijdperk) krijgen ze mee naar huis. In latere seizoenen hielp de presentator of het publiek vaak mee door namen van prijzen te roepen.

## Geschiedenis

### Het ontstaan en het eerste Bruce Forsyth-tijdperk (1971–1977)
Het programma is gebaseerd op het Nederlandse spelprogramma Eén van de acht, dat in 1969 door Theo Uittenbogaard werd bedacht en door de VARA werd uitgezonden. Het idee van de lopende band kwam van Mies Bouwman, de presentatrice van het programma. Ze had het gezien in een Duitse show en wilde het in het programma verwerken.
Een andere voorloper van het programma was Sunday Night at the London Palladium op ATV, waarin getrouwde stellen binnen een bepaalde tijd domme spelletjes speelden om prijzengeld te winnen. Dit programma werd gepresenteerd door Bruce Forsyth vanaf 1958 en hij nam het idee mee toen hij overstapte naar de BBC.
In de jaren zeventig werden spelprogramma's populairder en begonnen ze dure amusementsprogramma's te vervangen. Als gevolg hiervan werden veel variétéartiesten gerekruteerd voor spelprogramma's. De BBC, die kampte met slechte kijkcijfers, besloot een eigen spelprogramma te maken. Bill Cotton, het hoofd van Light Entertainment van de BBC, geloofde dat Forsyth de beste was voor de job. Forsyth kreeg co-presentatrice Anthea Redfern naast zich.
Jarenlang was The Generation Game een van de populairste BBC-programma's op zaterdagavond. In de jaren zeventig was het de best bekeken spelshow op de Britse televisie, met regelmatig meer dan 21 miljoen kijkers. De intromuziek "Life Is The Name Of The Game" werd geschreven en gezongen door Forsyth en later uitgebracht op plaat.

### Het Larry Grayson-tijdperk (1978–1982)
Halverwege de jaren zeventig stapte Forsyth over naar LWT  om er The Big Night op zaterdagavond te presenteren. Er circuleerden vele namen om de presentatie van The Generation Game over te nemen, maar de keuze viel uiteindelijk op Larry Grayson. Het programma kreeg nieuwe intromuziek, een nieuw decor en een nieuwe co-presentatrice Isla St Clair. De vernieuwing werkte, want The Big Night slaagde er niet in om The Generation Game te verslaan in de kijkcijfers en werd binnen de drie maanden weer van de buis gehaald.
Onder Grayson bereikte het programma zijn hoogtepunt, met 25 miljoen kijkers in 1979 toen een staking aan de gang was bij ITV. Graysons schijnbare incompetentie en onvermogen om te onthouden wat er gaande was, was zorgvuldig bedacht.
Begin jaren tachtig moest The Generation Game het afleggen tegen Game for a Laugh van ITV. Het programma liep nog door tot eind 1981 en hoewel het programma nog steeds populair was, besloot Grayson begin 1982 te stoppen. Kort daarna werd het programma geschrapt.

### Revival: Het tweede Bruce Forsyth- en het Jim Davidson-tijdperk (1990–2002)
The Generation Game keerde in september 1990 terug met de originele presentator, Bruce Forsyth, en zijn nieuwe co-presentatrice, Rosemarie Ford. Nadat Forsyth de show in 1994 voor de tweede keer had verlaten om naar ITV te gaan, werd hij vervangen door Jim Davidson, die eerder al een aflevering gepresenteerd had toen Forsyth ziek was. Met de komst van Davidson werd het programma levendiger en chaotischer. Davidsons co-presentatrices waren Sally Meen, Melanie Stace en Lea Kristensen.
Deze incarnatie eindigde in april 2002, nadat The Generation Game in de kijkcijfers opnieuw verslagen werd door een programma van ITV, dit keer door Pop Idol. Davidson had in maart van dat jaar al aangekondigd dat hij het programma zou verlaten.

### Latere Revivals
In 2004 was de BBC  van plan om de show nieuw leven in te blazen met Paul O'Grady als presentator. Er werden twee pilootafleveringen opgenomen in 2003 die nooit het scherm haalden omdat noch O'Grady noch het productieteam tevreden waren met het resultaat, waarop O'Grady het project verliet.
Graham Norton presenteerde in 2005 de eenmalige kerstspecial Generation Fame met de beroemde deelnemers Kelly Holmes, Davina McCall, Rupert Grint en James Fleet.
Het programma keerde in 2007 terug met de originele presentator Forsyth onder de titel Brucie's Generation Game: Now and Then, uitgezonden op UKTV Gold. Deze versie was een retrospectief van eerdere seizoenen, vergelijkbaar met de Wogan en Jim'll Fix It revivals van het digitale kanaal rond dezelfde tijd.
In april 2014 werd aangekondigd dat comédienne Miranda Hart in onderhandeling was met de BBC om een vernieuwde versie van het programma te presenteren. Er werd datzelfde jaar nog een pilootaflevering opgenomen, maar in augustus 2015 raakte bekend dat het project in de koelkast gezet was omdat Hart zich wilde concentreren op haar acteer- en schrijfcarrière.
In juli 2017 werd bevestigd dat het Brits komisch duo Mel and Sue een reboot van het programma zouden gaan presenteren. Van de geplande vier afleveringen werden er slecht twee opgenomen, die in 2018 door de BBC uitgezonden werden. De reboot kreeg over het algemeen slechte recensies van tv-critici.

## Originele Nederlandse versie
De originele Nederlandse versie Eén van de acht met Mies Bouwman liep van 1969 tot 1973 op de VARA.  Na haar overstap naar de AVRO was er op die zender in 1976 opnieuw een seizoen te zien. In 1990 werd er een nieuwe versie van het programma geproduceerd voor RTL 4, met als presentatoren Jos Brink en Lucie de Lange. Door tegenvallend succes bleef het echter bij één seizoen.
In 1995 presenteerde Paul de Leeuw een eenmalige uitgave naar aanleiding van het 70-jarig bestaan van de VARA. In 2008 kwam Henny Huisman met een eenmalige uitgave bij de EO om geld in te zamelen voor de Leprastichting.

## Andere internationale versies
| Land        | Naam                                 | Presentator         | Zender    | Uitzending |
| ----------- | ------------------------------------ | ------------------- | --------- | ---------- |
| Duitsland   | Am laufenden Band                    | Rudi Carrell        | Das Erste | 1974–1979  |
| Duitsland   | Am laufenden Band                    | Florian Silbereisen | Das Erste | 2006       |
| Duitsland   | Am laufenden Band                    | Jörg Pilawa         | Das Erste | 2014       |
| Duitsland   | Die Post geht ab!: Am laufenden Band | Rudi Carell         | RTL       | 1993       |
| Zweden      | Tjocka släkten                       | Lasse Berghagen     | SVT1      | 1991–1992  |
| Frankrijk   | Salut les artistes                   | Georges Beller      | France 2  | 1993       |
| Zuid-Afrika | The Generation Game                  | Barry Hilton        | SABC 2    | 2008       |